# 模型蒸気機関

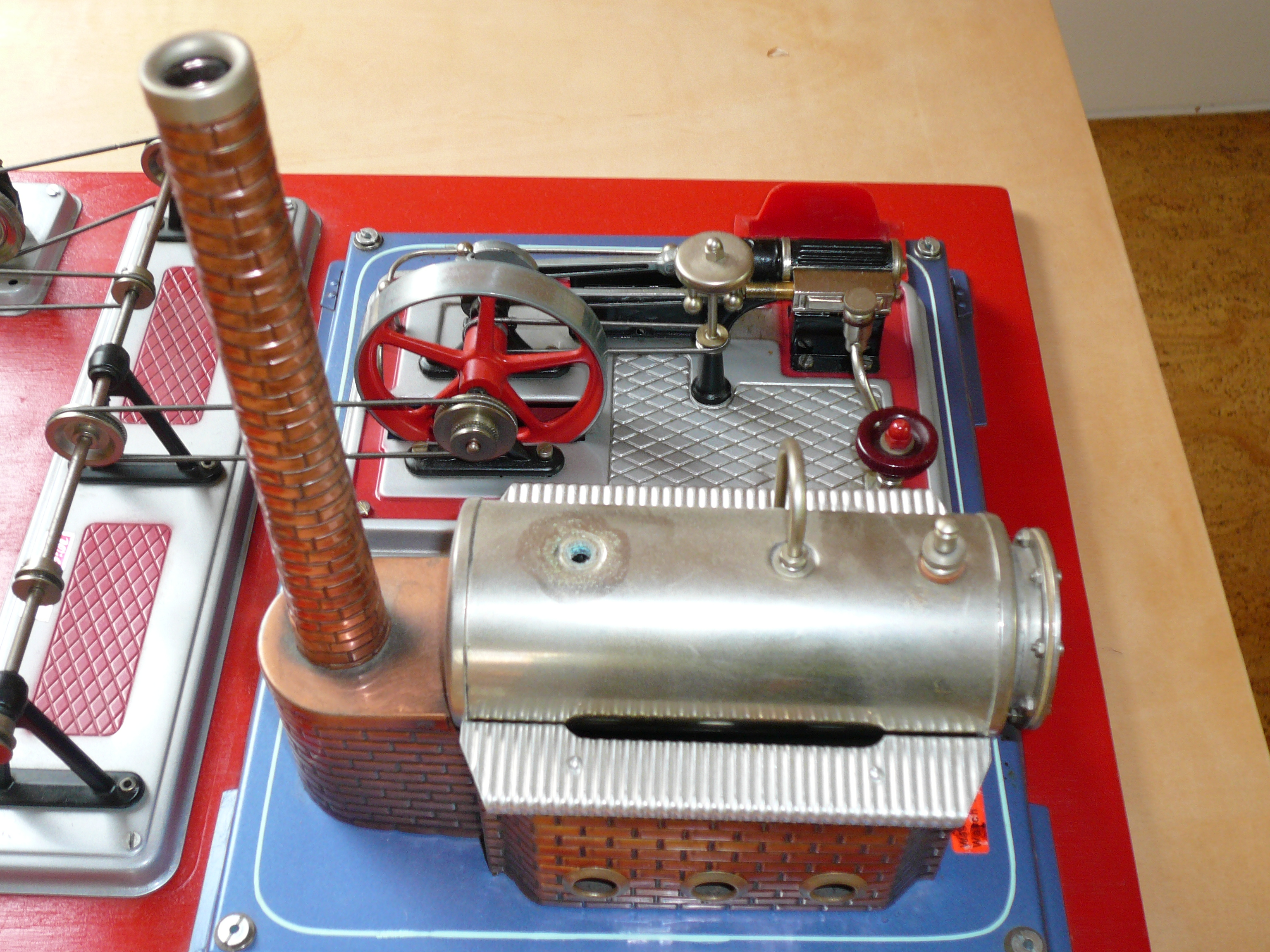
定置式模型蒸気機関

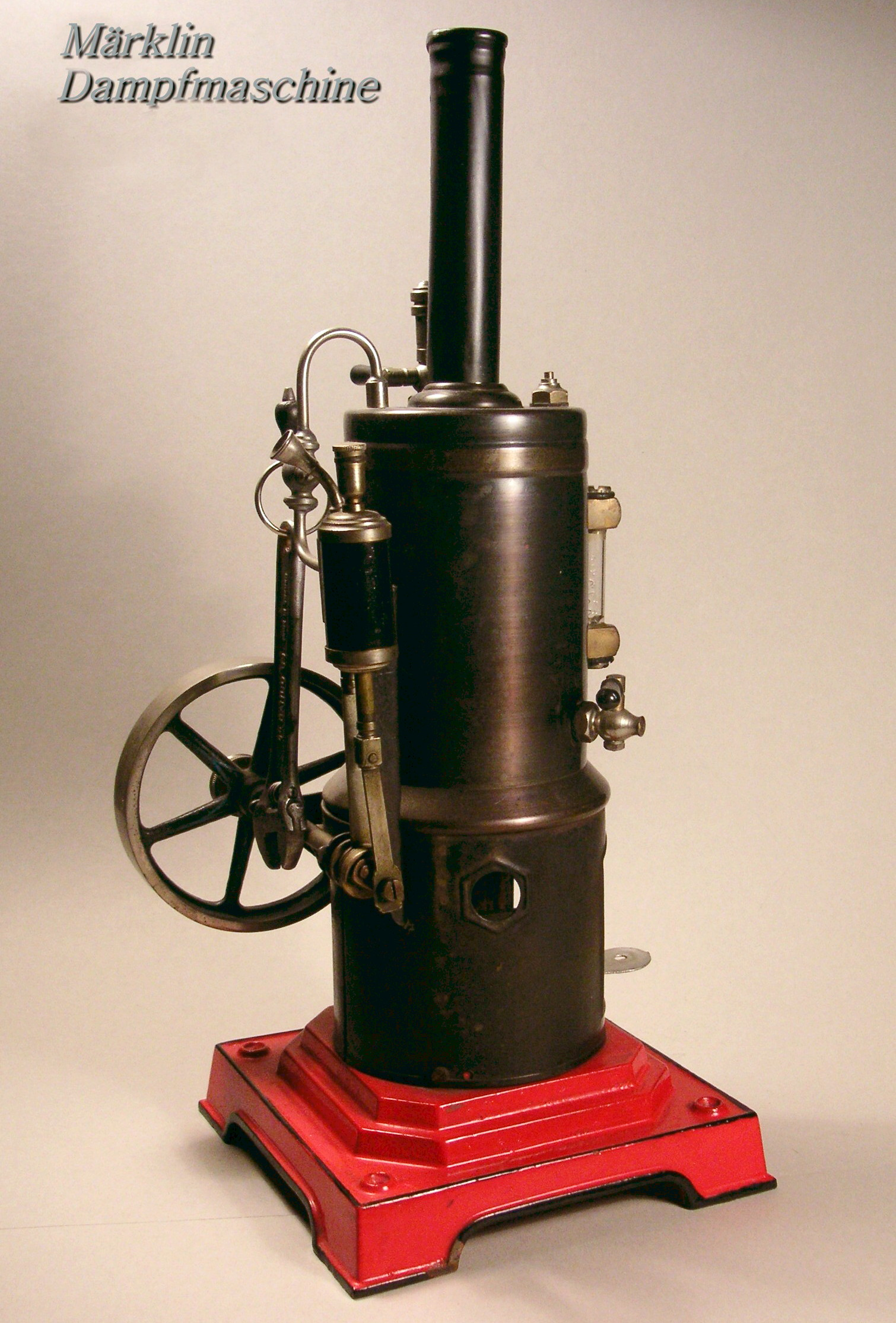
蒸気機関の模型

模型蒸気機関（もけいじょうききかん）とは1920年頃から生産され始めたライブスチームとしても知られる小型の蒸気機関である。当初は実物の販売促進の為に実物を模していたが、現在では一部の愛好家の間で趣味や物理の教材として使用されている。実物と比べると単純な構造だが作動原理は同じである。
古くから熱機関の教材としても使用され、技術家庭科の授業で教材として作られる例もある。

## 定置式蒸気機関模型

### 製造
多くの人気のある模型は台（多くの場合板金製である）上に乗り、ボイラーと機関がある。垂直型ボイラーの製品もある。弁装置は首振り式やスライドバルブやピストンバルブを用いる形式がある。安全性向上の為に安全弁や水面計、圧力計（無い場合もある）がつけられている。

### 運転
運転前に可動部に注油する。給油器にスチームオイルを入れる。
ボイラーに水を入れてアルコールか固形燃料を点火して蒸気を発生させる。水面計で水の量を確認して空焚きを防ぐ。発生した蒸気が機関に送られてシリンダ内で膨張して回転する。ボイラー周辺と煙突、機関周辺は高温になるので火傷に気をつける。

### 付属品
模型蒸気機関には付属品があり、のこぎりやボール盤等の工作機械を駆動する昔の工場の様子を再現することが出来る。発電機を回転して運動エネルギーを電気エネルギーに変換する物もある。

## 異なる形式
定置式蒸気機関の種類にはボイラー上に蒸気機関を設置している物もありそれらは昔の蒸気自動車で見られた。模型の場合、設置面積が少なく蒸気の経路が短いため、熱の損失が少なくて済む。

## 模型蒸気機関の取り扱い上の注意
使用後、長期間使用していない場合、ボイラー水に含まれるミネラルの濃縮による安全弁の固着により規定の圧力でも正常に作動しない場合があるので分解して点検する必要がある。ボイラー水にはなるべく蒸留水を使用する事が望ましい。水道水を使用すると含まれるミネラルにより安全弁が固着する場合がある。古い製品にはアスベストが使用されている場合があり、健康上、扱いには注意を要する。

## 主なメーカー
- ビング - かつてドイツで模型蒸気機関等を生産していた。
- バセット・ローク - ホーンビィ傘下のブランドとして存続する。
- メルクリン - かつてREGNERからOEMで供給された1番ゲージの製品や定置式蒸気機関の模型を販売していた。
- Wilesco
- Mamod
- REGNER
- Reeves2000 - イギリスの会社で、図面や鋳物を供給。
- Stuartmodels - イギリスの会社で、図面や鋳物を供給。
- 大戸製作所 - 蒸気機関の模型や部品を製造、販売。かつては模型とラジオ誌に連載された製作記事の部品を科学教材社に供給していた。[2]
- 学研 - 大人の科学シリーズで首振り式エンジンを備えた蒸気エンジン自動車[3]とVツイン蒸気エンジン[4]がある。
- 丸山工業 - 中学校の技術家庭科の教材として首振り式エンジンを備えたベビーエレファント号を製造、販売。[1]

## 関連
- ライブスチーム
- ニュルンベルク派